# Al-Hafiz
al-Ḥāfiẓ li-dīn Allāh (Arabo الحافظ; Ascalona, 1074-1076 – Il Cairo, 10 ottobre 1149) è stato l'11º Imam fatimide.
Abū l-Maymūn ʿAbd al-Majīd, il cui laqab fu al-Ḥāfiẓ li-dīn Allāh (Il Guardiano della religione di Dio), assunse la suprema carica califfale in quanto cugino del suo predecessore, al-Āmir bi-aḥkām Allāh (1101–1130), caduto assassinato nel 1130, forse dai Nizariti.
In quell'occasione l'erede avrebbe dovuto essere, secondo la tradizione, il figlio piccolissimo (Abū l-Qāṣim Ṭayyib di appena 8 mesi) dell'Imam ucciso ed è come Reggente che ʿAbd al-Majīd assume il potere, col decisivo appoggio dei due comandanti dell'esercito, Hazārmard e Barghash, ufficialmente in attesa che Jihā, moglie di al-Āmir, mettesse alla luce un altro figlio del defunto Imam.
Ṭayyib scompare e nulla più del piccolo si sa. Qualche giorno dopo, ʿAbd al-Majīd viene rovesciato da vizir al-Afḍal Kutayfāt, figlio di al-Afḍal b. Badr al-Jamālī. Secondo gli storici dell'epoca, al-Afḍal Kutayfāt, che s'era sbarazzato dei due comandanti dell'esercito, cercò di assicurare il trono a uno sciita duodecimano e viene perciò rovesciato nel dicembre del 1132 e ucciso, presumibilmente proprio dai sostenitori di al-Ḥāfiẓ.

ʿAbd al-Majīd - grazie al sostegno dei giovani seguaci dell'Imam ucciso (gli Āmiriyya), condotti dal ḥājib Yānis, di origini armene - riassume la carica di Reggente per proclamarsi nel febbraio del 1133 direttamente Imam, col laqab califfale di al-Ḥāfiẓ. Fu una rottura questa della tradizione ismailita, che voleva che la successione avvenisse per linea diretta maschile, che al-Ḥāfiẓ giustificò in base al precedente, d'impronta sciita, che Maometto aveva designato suo "wali" e suo "wasi" il cugino ʿAlī.
Ne risultò un ennesimo scisma nelle file dell'Ismailismo, tra i seguaci di al-Ḥāfiẓ (la Ḥāfiẓiyya) e quelli del piccolo Abū l-Qāṣim Ṭayyib (i Ṭayyibiyya).
Al-Ḥāfiẓ morì per una violenta colica intestinale (qawlanj) il 10 ottobre 1149 e gli succedette al trono il figlio al-Zafir.